# Schweizerische Lokomotiv- und Maschinenfabrik
De Schweizerische Lokomotiv- und Maschinenfabrik (SLM) was een rollendmaterieelfabrikant gevestigd in Winterthur in Zwitserland. 

## Geschiedenis
SLM werd in 1871 opgericht door Charles Brown. Hij was in 1851 vanuit Engeland naar Zwitserland gekomen en had eerst 20 jaar bij Sulzer gewerkt alvorens hij zelf een bedrijf oprichtte.
In eerste instantie bouwde SLM tandradlocomotieven, later volgden ook trams. Rond 1890 was SLM de grootste locomotieffabrikant van Zwitserland geworden. In 1930 had het bedrijf zijn maximale omvang bereikt, 2522 medewerkers.
Vanaf 1992 ging SLM zich toeleggen op het produceren van stoomlocomotieven op basis van geavanceerde technologie. Dit deel van het bedrijf werd verkocht in 2000 aan Dampflokomotiv- und Maschinenfabrik AG (DLM). In 1998 wijzigde het bedrijf zijn naam in Sulzer-Winpro AG.
De meettechniekafdeling werd in oktober 2001 door PROSE AG overgenomen en deze biedt sindsdien testmetingen aan op rollend materieel in heel Europa.
Na een managementbuy-out in 2001 werd Winpro AG opgericht. In 2005 werd Winpro door Stadler Rail overgenomen en kreeg de productielocatie de naam Stadler Winterthur AG. Deze vestiging richt zich met name op de productie van diesellocomotieven.

## Geproduceerd materieel
Het bedrijf heeft veel locomotieven voor de SBB gebouwd, zoals de types Re 4/4 I uit 1946-1951, Ae 6/6 uit 1952 en 1955-1966, en Re 460 uit 1991-1996. Op het gebied van tandradtreinen zijn er onder andere motorwagens 14-19 en 24-25 gebouwd voor de Amerikaanse Manitou and Pike's Peak Railway en alle stoomlocomotieven voor de Zwitserse Brienz Rothorn Bahn.
Tot 2010 werden in Winterthur door Stadler Rail onder andere de elektrische rangeerlok een deel van de Ee 922 voor de SBB gebouwd.
In Nederland hebben stoomlocomotieven van SLM gereden. Het betreft gebruikte stoomlocomotieven die in de periode 1945-1946 vanuit Zwitserland naar Nederland zijn gekomen om zo het tekort aan locomotieven na de Tweede Wereldoorlog op te vangen. Het gaat om de series 3001II-3005II, 3501II-3522, 5601II-5608, 7801-7805 en 7851-7852. De laatste werd in 1952 door de NS afgevoerd. Van de elektrische locomotieven van de serie 1000 zijn de eerste drie exemplaren door SLM gebouwd; voor de overige 7 exemplaren, door Werkspoor in licentie gebouwd, leverde SLM de Universal-aandrijving. De elektrische uitrusting van alle 10 exemplaren was van Maschinenfabrik Oerlikon te Zürich. 

## Afbeeldingen

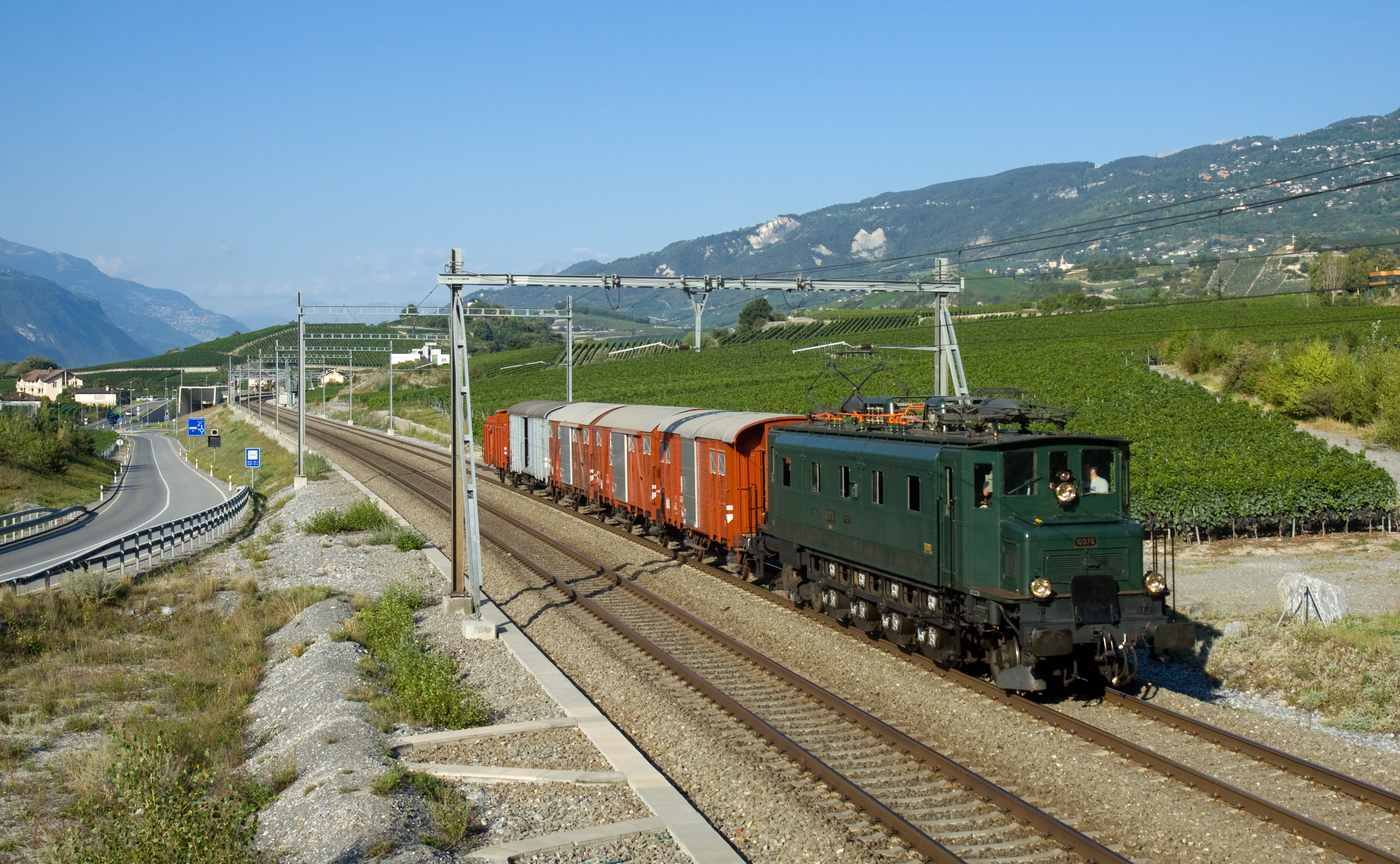
SBB Ae 4/7
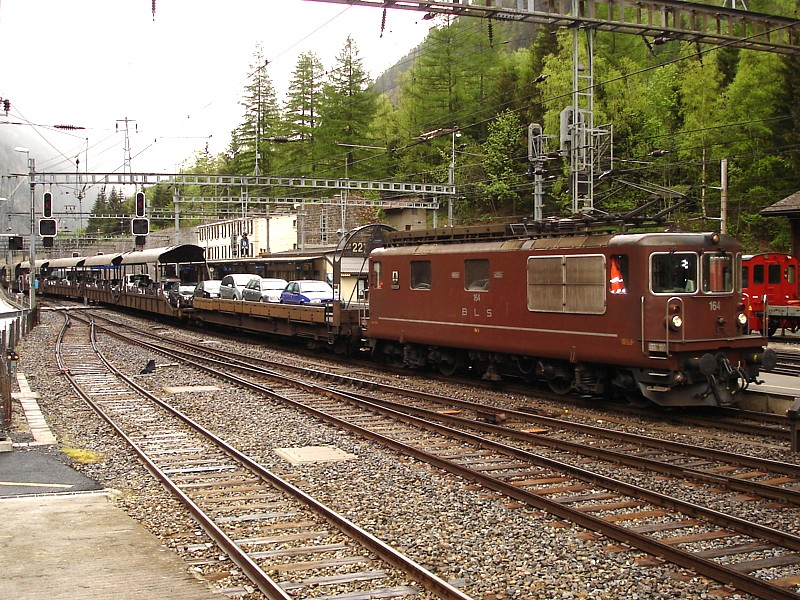
BLS Re 425 (voorheen Re 4/4)
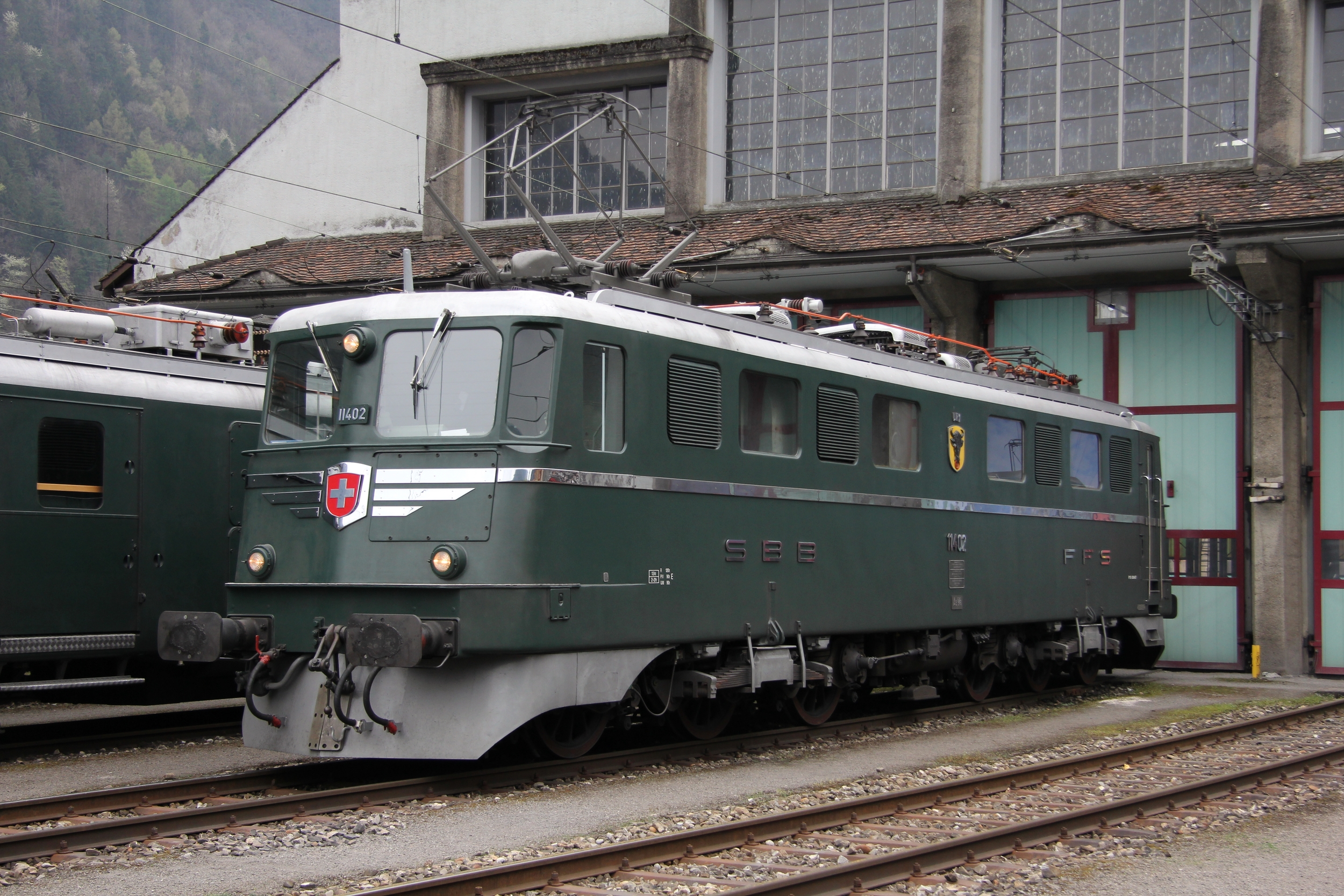
SBB Ae 6/6
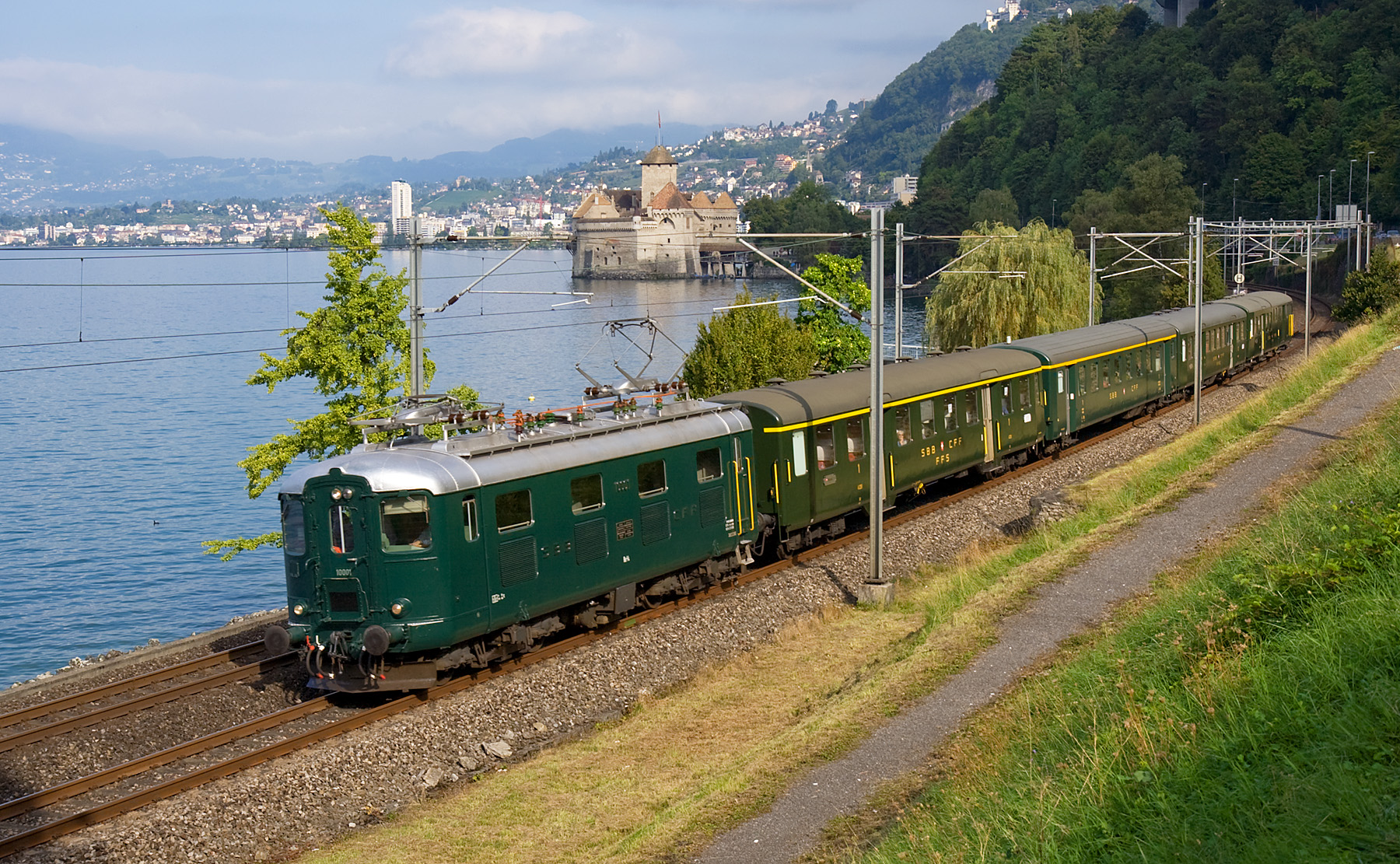
SBB Re 4/4 I bij het Kasteel van Chillon
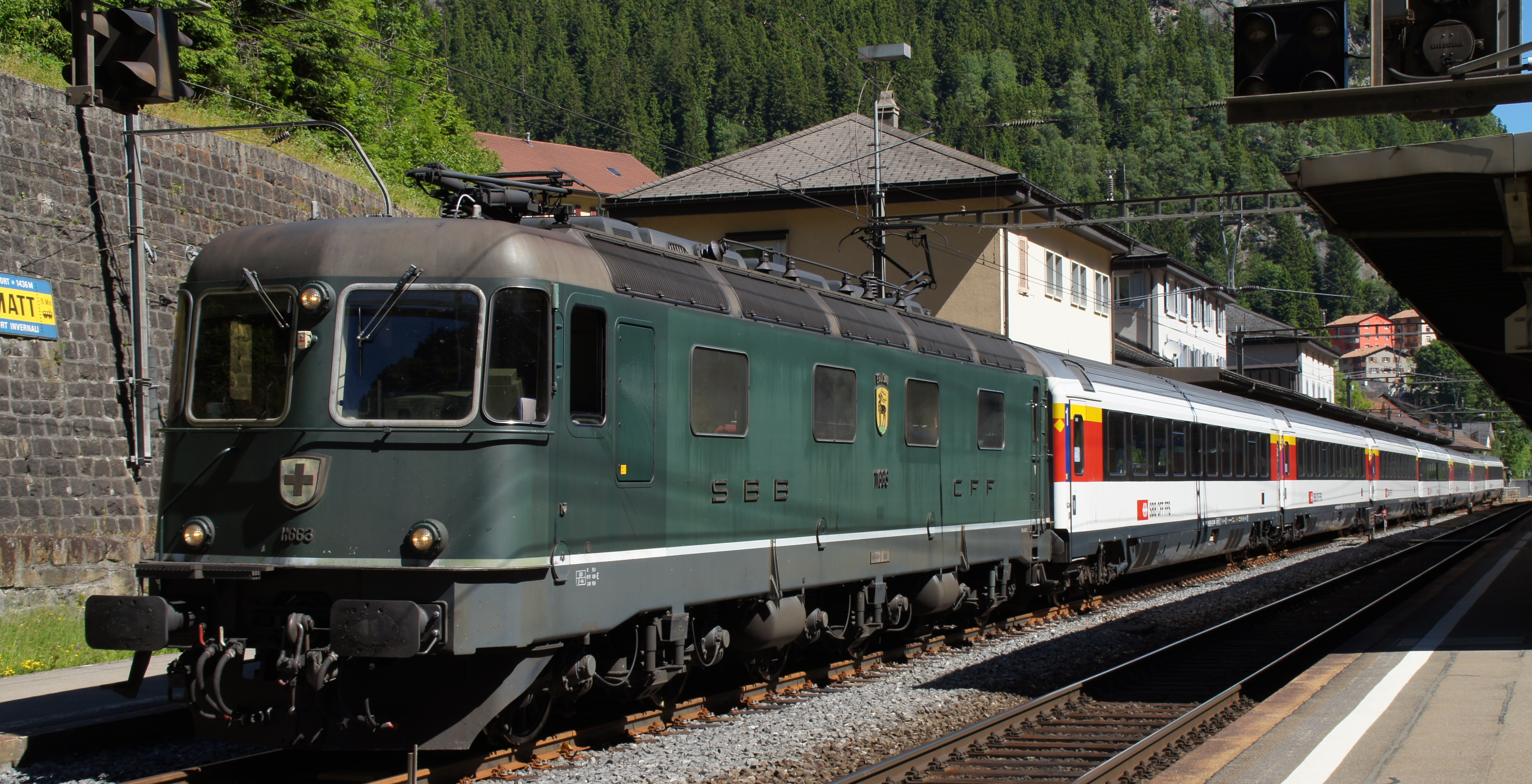
SBB Re 620 (voorheen Re 6/6)